# نماد

پوشیدن روبان‌های رنگارنگ یک اقدام نمادین است که نشان دهنده حمایت از کمپین‌های خاص است.

نَماد یا سَمبُل (به انگلیسی: Symbol) کلمه‌ای است که معانی مختلفی دارد. نمادها در معنای حقیقی آن زندگی بشر را آکنده‌اند، به گونه‌ای که هیچ بخشی از زندگی انسان خالی از آن نیست. نماد کلمه‌ای است که معنایی فراتر یا غیر از لفظ خود را القا می‌کند. نماد نشانه‌ای است که نشانگر یک اندیشه، شیء، مفهوم، چگونگی و جز این‌ها می‌تواند باشد. نماد می‌تواند یک شیء مادی باشد که شکلش به‌طور طبیعی یا بر پایه قرارداد با چیزی که به آن اشاره می‌کند، پیوند داشته باشد. برای نمونه فروهر نماد مزداپرستی است.
در دیدگاه عرفی آکادمیک مورد اشاره، نمادها چیزهایی هستند که در زندگی روزمره به کار می‌روند و معمولاً به معنای نشانه یا کنش‌هایی هستند که قرار است بر اساس مجموعهٔ هنجارها یا قراردادهای مشترکی، معنایی را به فردی دیگر انتقال دهد. پس از آن جا که نماد جایگزین چیز دیگری است حامل و ناقل معناست، هرچند که میان نماد و آن چیز پیوندی ضروری وجود ندارد (بنابراین، نماد در رویکرد حکمی نخست، حقیقتی وجودی و غیر قراردادی و در رویکرد دوم، تابع قراردادهای بشری است، همانگونه که پیرس نیز آن را بدین سان در نشانه‌شناسی خود به کار می‌برد).
شاید تنها نیرویی که بتوان با اطمینان آن را ویژهٔ انسان دانست توانایی اندیشیدن انتزاعی و نمادپردازی باشد. اندیشه انتزاعی هنگامی شکل می‌گیرد که به مفاهیم تجریدی (آنچه حس‌های پنجگانه از درکش ناتوانند) فکر می‌کنیم. انسان با رمزگذاری (نشانه‌گذاری) اندیشه‌هایش در قالب نمادهای کلامی یا شمایلی، راهی برای ثبت، رجوع مجدد به آن‌ها و قابل درک شدن مفاهیم و منظورها برای خود و دیگران یافته‌است. جانوران دیگر همواره ناچار به آزمون و خطاهای اجدادی و تکراری برای بقا هستند، درحالی که انسان با رمزگان خاص خودش «زبان و الفبا»، دانسته‌ها و تجربه‌هایش را به همنوعانش انتقال می‌دهد و برای نسل‌های آتی به‌جا می‌نهد. برپایهٔ زبان و الفبا، رمزگان‌های پرشمار دیگری همچون هنرها، ادیان، اساطیر، دانش‌ها و… را بنا نهاده‌است. مهم‌ترین دلیل تغییراتی که انسان را از جانور به موجود امروزی تبدیل کرده‌است، همین توان رمزگذاری و رمزگشایی با بهره از نمادها است که به انباشت داده‌های اطلاعاتی و رشد روزافزون و شتابنده دانایی و توانایی انسان انجامیده است. نمادها در ارتباط میان فرهنگ‌ها دست به دست می‌شوند، اما نباید بر این پندار باشیم که در فرایند مهاجرت هر نماد تمام مفاهیم اسطوره‌ایش نیز منتقل و پذیرفته خواهد شد. برخی از نمادها به هنگام مهاجرت در کنار فرم، انگاره‌ها و معانی را نیز با خود به همراه می‌برند. بسیاری از نمادها اما در میهن جدیدشان میان اندیشه‌های کهن مردمان حل شده و کارکرد و مفهومی تازه می‌یابند. نمادها گاه مفاهیم متفاوتی را برای بازماندگان فرهنگ‌های گوناگون بازنمایی می‌کنند. حتی در درون یک فرهنگ نیز نمادها در گذر از نسلی به نسل دیگر ممکن است معانی تازه‌ای بیابند. اما هر بازتعریف از یک نماد ابتدا نیاز به پذیرش جمعی دارد؛ بنابراین معانی نمادین بر پایهٔ قراردادهای اجتماعی در یک فرهنگ درونی می‌شوند.
نماد در اصطلاح روان‌شناسی تحلیلی نوعی شبیه ساخته لیبیدو است. صورتی ذهنی که هم می‌تواند لیبیدو را به همان اندازهٔ قبلی سازد و هم اینکه آن را در قالبی متفاوت از صورت اولیه خود به جریان اندازد. اما شکل‌گیری نمادها یک روند آگاهانه نیست بلکه بر عکس از راه مکاشفه یا شهود از دل ناخودآگاه تولید و بیرون داده می‌شود. اغلب اوقات نمادها به‌طور مستقیم از رؤیاها نتیجه می‌شوند یا از آن‌ها تأثیر می‌پذیرند که این گونه نمادها پر از انرژی روانی و دارای نفوذی جبری و مقاومت‌ناپذیر هستند.
نماد نه تنها باید بیانگر خیال‌پردازی‌های خودآگاهانهٔ تکنولوژیک و فلسفی انسان باشد بلکه باید از ژرفای سرشت حیوانی او نیز خبر دهد: باید تقلیدی از کلیت انسان و بازگوکنندهٔ همان باشد.

## سرمایه نمادین
انسان موجودی است متعالی که همواره به دنبال کمال است و برای رسیدن به کمال تلاش می‌کند، انسان موجودی است که می‌تواند به کمال برسد و برای رسیدن به این کمال نیمهٔ گم‌شدهٔ خود را در هر چیزی جستجو می‌کند و از این رو همواره تلاش می‌کند که نمادهای کمال و نیمهٔ گم‌شدهٔ خود را در هر چیزی جستجو کند و زمانی که این نمادها را در چیزی می‌یابد، خود را بدان نزدیک کرده یا شبیه به آن می‌کند. این نمادها و سرمایه‌های نمادین به‌طور کلی به سه گروه اقتصادی، اجتماعی و فرهنگی قابل تقسیم‌بندی هستند که می‌توانند به‌طور کلی به دو گروه نمادین مبتنی بر معنویت (دینی و اخلاقی) و نمادین مبتنی بر الگوی مادی (لذت‌ها و منافع زودگذر) تقسیم شوند.
سر تا سر جامعه از سرمایه‌ها پوشیده شده‌است و جایی از جامعه وجود ندارد که بتوان گفت که سرمایه‌های اقتصادی-اجتماعی-فرهنگی وجود ندارند و از این رو چون سرمایهٔ نمادین می‌تواند بخشی از سایر سرمایه‌ها تعریف شود، به‌طور کلی می‌توان گفت که سرمایهٔ نمادین در سرتاسر جامعه وجود دارد و حضورش احساس می‌شود و می‌تواند از زمانی به زمانی دیگر و از مکانی به مکان دیگر تغییر یابد و گونه‌های مختلف به خود بگیرد. سرمایه نمادین در سرتاسر جامعه حضور دارد و می‌تواند بر گفتار، رفتار و پندار مردم تأثیر بگذارد و تأثیر بگیرد.
در درجهٔ اول سرمایهٔ نمادین نوع تغییر شکل یافته از هر نوع سرمایه محسوب می‌شود که به عنوان نماد و سمبل محسوب می‌شود و دارندهٔ آن از جانب مردم مورد عزت و احترام قرار می‌گیرد و به نوعی، به عنوان پرستیژ محسوب می‌شود و از طرفی هر نوع از سرمایه می‌باشد که در چشم دیگران به عنوان نماد محسوب می‌شود. در بیانی دیگر می‌توان این چنین بیان کرد که سرمایهٔ نمادین از هر نوع سرمایه به عنوان بعدی جداگانه محسوب می‌شود و در واقع باید سرمایهٔ نمادین را به عنوان بٌعدی از هر سرمایه محسوب نمود.

### ابعاد سرمایه نمادین
سرمایه نمادین اقتصادی با توجه به مطالب بیان‌شده می‌توان چنین اظهار نمود که سرمایهٔ نمادین اقتصادی، آن دسته از سرمایهٔ اقتصادی می‌باشد که به عنوان نماد توسط جامعه پذیرفته شده‌است و دارندهٔ آن، از طرف مردم صاحب احترام و منزلت می‌باشد. سرمایهٔ اقتصادی: هر نوع سرمایه و دارایی مشهود می‌باشد که دارندهٔ آن می‌تواند آن را به سرعت به وجه نقد تبدیل نماید. (البته باید به این نکته اشاره نمود که سرمایهٔ نمادین اقتصادی به معنای داشتن سرمایهٔ اقتصادی بیشتر نمی‌باشد و گاهی خلاف آن نیز صدق می‌کند، یعنی شاید در برخی مناطق و میان افراد خاصی ساده زیستی و زندگی بدون تجملات و ساده به عنوان سرمایهٔ نمادین اقتصادی دارای ارزش و احترام باشد). ولی در کل باید چنین بیان کرد، که سرمایه نمادین اقتصادی، هر گونه از سرمایه اقتصادی محسوب می‌شود که به عنوان نماد و سمبل و پرستیژ استفاده می‌شود و دارنده آن از جانب مردم مورد احترام قرار می‌گیرد.

### سرمایه نمادین فرهنگی
سرمایهٔ نمادین فرهنگی آن دسته از سرمایه فرهنگی می‌باشد که برای مردم به عنوان نماد محسوب می‌شود و مردم برای دارنده آن احترام و منزلت خاصی قائل می‌شوند (سرمایه فرهنگی نمادین، سرمایه فرهنگی است که فرد با داشتن آن سرمایه فرهنگی در چشم مردم، مورد ستایش و احترام است). (البته باید به این نکته اشاره کرد که سرمایهٔ نمادین فرهنگی به معنای داشتن سرمایهٔ فرهنگی بیشتر نمی‌باشد و گاهی خلاف آن نیز صدق می‌کند، یعنی شاید در برخی مناطق و میان افراد خاصی فرهنگ خاص یا کلاً فرهنگ منفی و متضاد با فرهنگ پذیرفته‌شده به عنوان سرمایهٔ نمادین فرهنگی دارای ارزش و احترام باشد).
ولی در کل باید چنین بیان نمود، که سرمایهٔ نمادین فرهنگی، هر گونه از سرمایهٔ فرهنگی محسوب می‌شود که به عنوان نماد و سمبل و پرستیژ استفاده می‌شود و دارندهٔ آن از جانب مردم (یاگروهی خاص) مورد احترام قرار می‌گیرد.
سرمایه نمادین اجتماعی: سرمایهٔ نمادین اجتماعی آن دسته از سرمایهٔ اجتماعی محسوب می‌شود که در میان مردم از احترام و منزلت بالایی برخوردار می‌باشد و به عنوان نماد از سوی جامعه محسوب می‌شود، (مانند عضویت و همکاری و مشارکت و ارتباط با اشخاص و گروه‌هایی که مردم آن را به عنوان نماد به‌شمار می‌آورند و برای فرد منزلت و احترام به همراه دارد).
(البته باید به این نکته اشاره نمود که سرمایهٔ نمادین اجتماعی به معنای داشتن سرمایهٔ اجتماعی بیشتر نمی‌باشد و گاهی خلاف آن نیز صدق می‌کند، یعنی شاید در برخی مناطق و میان افراد خاصی، زندگی بدون رفت‌وآمد و ساده به عنوان سرمایهٔ نمادین اجتماعی دارای ارزش و احترام باشد). ولی در کل باید چنین بیان نمود، که سرمایهٔ نمادین اجتماعی، هر گونه از سرمایهٔ اجتماعی محسوب می‌شود که به عنوان نماد و سمبل و پرستیژ استفاده می‌شود و دارنده آن از جانب مردم مورد احترام قرار می‌گیرد.